# Torkel Weis-Fogh
Pour les articles homonymes, voir Weis.
Torkel Weis-Fogh est un zoologiste danois, né en 1922 à Aarhus et mort le 13 novembre 1975 à Cambridge.
Il fait ses études à l’université de Copenhague. Il est l’assistant du physiologiste et lauréat du prix Nobel August Krogh (1875-1949). Il commence alors à étudier le criquet pèlerin. Après la mort de Krogh, il continue de travailler dans son laboratoire jusqu’à sa fermeture en 1953. Après avoir passé un an dans l’Institut de neurophysiologie de Copenhague, il séjourne quatre ans à Cambridge. Il revient enseigner la physiologie animale à Copenhague mais retourne à Cambridge en 1966 où il occupe la chaire de zoologie de l'université de Cambridge jusqu’en 1975. Sa femme est tuée et lui est gravement blessé dans un accident de voiture en 1971. Il reprend difficile ses recherches mais ses problèmes de santé et une dépression chronique le conduisent à se suicider.